# Осека (филм)
Осека је југословенски ратни филм из 1969. године. Режирао га је Владимир Павловић, који је написао и сценарио заједно са Радомиром Шарановићем.

## Радња
Забачено село у Србији 1941. године. Кроз судбине сеоских житеља рефлектују се страхоте и апсурдност ратних збивања. Епилог се дешава у Ваљеву 1944. Нагон за осветом доводи до суровог обрачуна између два човека идеолошка противника који су некад били пријатељи и комшије.

## Улоге
| Глумац                   | Улога             |
| ------------------------ | ----------------- |
| Драгомир Бојанић Гидра   | Милић Поповић     |
| Велимир Бата Живојиновић | Кум               |
| Рената Фрeискорн         | Вера              |
| Душан Јанићијевић        | Стојан            |
| Душан Булајић            | Комесар           |
| Јанез Врховец            | Сељак             |
| Растислав Јовић          | Мирко/Мирков брат |
| Воја Мирић               | Четнички командир |
| Војислав Мићовић         | Србислав Петровић |
| Весна Крајина            |                   |
| Соња Ђурђевић            |                   |
| Јован Ранчић             |                   |
| Ђорђе Ненадовић          |                   |